# Instituto de Acuicultura de Torre de la Sal
El Instituto de Acuicultura de Torre de la Sal (IATS) es un centro propio perteneciente al Consejo Superior de Investigaciones Científicas (CSIC), dedicado íntegramente al estudio de la acuicultura marina desde hace más de 25 años. 
Las líneas de investigación del centro abarcan la Dinámica de poblaciones y sistemas; Reproducción y mejora genética; Nutrición y crecimiento; Larvicultura y ecotoxicología; Patología de especies cultivadas; Transgénesis y Proteómica y genómica.
El IATS está situado en las proximidades del Paraje Natural del Prat de Cabanes-Torreblanca, en la provincia de Castellón, Comunidad Valenciana. 

## Historia
La inauguración oficial del actual instituto fue en el año 1979, al finalizar las obras que se iniciaron en 1976. Sin embargo, la actividad investigadora del centro se remonta a 1949 con la fundación del Laboratorio del Grao de Castellón. En 1957, este laboratorio pasó a formar parte del Instituto de Investigaciones Pesqueras, cuya sede central estaba en Barcelona. En 1978, los cuatro centros dependientes de Barcelona (Blanes, Cádiz, Castellón y Vigo) pasan a ser Institutos independientes.

## Departamentos
Los Equipos de Investigación del IATS están encuadrados en dos Departamentos de Investigación que cuentan con el apoyo de diferentes Servicios para el adecuado desarrollo de su labor investigadora:
- Departamento de Fisiología de Peces y Biotecnología
- Departamento de Biología, Cultivo y Patología de Especies Marinas